# Fed Cup 2009 Zona Americana Group II - Pool A
Il Gruppo A della zona Americana Group II nella Fed Cup 2009 è uno dei 2 gruppi in cui è suddiviso il Group II della zona Americana. Quattro squadre si sono scontrate in un girone all'italiana.
|   | Pool A        | Cile | Messico | Perù | Panama |
| 1 | Cile (3-0)    |      | 2-1     | 1-2  | 3-0    |
| 2 | Messico (2-1) | 1-2  |         | 2-1  | 3-0    |
| 3 | Perù (1-2)    | 2-1  | 1-2     |      | 3-0    |
| 4 | Panama (0-3)  | 0-3  | 0-3     | 0-3  |        |

## Panama vs. Cile
| Panama 0 | Pabellón de Tenis, Santo Domingo, Repubblica Dominicana 23 aprile 2009 cemento | Pabellón de Tenis, Santo Domingo, Repubblica Dominicana 23 aprile 2009 cemento                                    | Cile 3 |     |   |  |
| \| \| \| \| 1 \| 2 \| 3 \| \| \| - \| \| ----------------------------------------------------------------------------------------------------------------- \| --- \| --- \| - \| \| \| 1 \| \| Alma Michelle Espinosa Rodríguez Andrea Koch Benvenuto \| 1 6 \| 0 6 \| \| \| \| 2 \| \| Anabelle Michelle Espinosa de Hilton Melisa Miranda Otarola \| 0 6 \| 0 6 \| \| \| \| 3 \| \| Rosaline Zafir Chávez Tello / Anabelle Michelle Espinosa de Hilton Andrea Koch Benvenuto / Melisa Miranda Otarola \| 0 6 \| 1 6 \| \| \| |                                                                                | |        |     |   |  |
| |                                                                                | | 1      | 2   | 3 |  |
| 1 | Panama (bandiera) · Cile (bandiera)                                            | Alma Michelle Espinosa Rodríguez Andrea Koch Benvenuto                                                            | 1 6    | 0 6 |   |  |
| 2 | Panama (bandiera) · Cile (bandiera)                                            | Anabelle Michelle Espinosa de Hilton Melisa Miranda Otarola                                                       | 0 6    | 0 6 |   |  |
| 3 | Panama (bandiera) · Cile (bandiera)                                            | Rosaline Zafir Chávez Tello / Anabelle Michelle Espinosa de Hilton Andrea Koch Benvenuto / Melisa Miranda Otarola | 0 6    | 1 6 |   |  |

## Perù vs. Messico
| Perù 1 | Pabellón de Tenis, Santo Domingo, Repubblica Dominicana 23 aprile 2009 cemento | Pabellón de Tenis, Santo Domingo, Repubblica Dominicana 23 aprile 2009 cemento | Messico 2 |     |     |  |
| \| \| \| \| 1 \| 2 \| 3 \| \| \| - \| \| ---------------------------------------------------------------------- \| ---- \| --- \| --- \| \| \| 1 \| \| Claudia Razzeto Ximena Hermoso \| 3 6 \| 1 6 \| \| \| \| 2 \| \| Bianca Botto Daniela Muñoz Gallegos \| 6 3 \| 6 1 \| \| \| \| 3 \| \| Bianca Botto / Claudia Razzeto Ximena Hermoso / Daniela Muñoz Gallegos \| 76 6 \| 3 6 \| 5 7 \| \| |                                                                                |                                                                                |           |     |     |  |
| |                                                                                |                                                                                | 1         | 2   | 3   |  |
| 1 | Perù (bandiera) · Messico (bandiera)                                           | Claudia Razzeto Ximena Hermoso                                                 | 3 6       | 1 6 |     |  |
| 2 | Perù (bandiera) · Messico (bandiera)                                           | Bianca Botto Daniela Muñoz Gallegos                                            | 6 3       | 6 1 |     |  |
| 3 | Perù (bandiera) · Messico (bandiera)                                           | Bianca Botto / Claudia Razzeto Ximena Hermoso / Daniela Muñoz Gallegos         | 76 6      | 3 6 | 5 7 |  |

## Perù vs. Cile
| Perù 2 | Pabellón de Tenis, Santo Domingo, Repubblica Dominicana 24 aprile 2009 cemento | Pabellón de Tenis, Santo Domingo, Repubblica Dominicana 24 aprile 2009 cemento | Cile 1 |      |     |  |
| \| \| \| \| 1 \| 2 \| 3 \| \| \| - \| \| ----------------------------------------------------------------------------- \| --- \| ---- \| --- \| \| \| 1 \| \| Bianca Botto Andrea Koch Benvenuto \| 6 4 \| 7 64 \| \| \| \| 2 \| \| Ingrid Esperanza Vargas Calvo Melisa Miranda Otarola \| 2 6 \| 4 6 \| \| \| \| 3 \| \| Bianca Botto / Claudia Razzeto Andrea Koch Benvenutp / Melisa Miranda Otarola \| 6 3 \| 3 6 \| 6 3 \| \| |                                                                                |                                                                                |        |      |     |  |
| |                                                                                |                                                                                | 1      | 2    | 3   |  |
| 1 | Perù (bandiera) · Cile (bandiera)                                              | Bianca Botto Andrea Koch Benvenuto                                             | 6 4    | 7 64 |     |  |
| 2 | Perù (bandiera) · Cile (bandiera)                                              | Ingrid Esperanza Vargas Calvo Melisa Miranda Otarola                           | 2 6    | 4 6  |     |  |
| 3 | Perù (bandiera) · Cile (bandiera)                                              | Bianca Botto / Claudia Razzeto Andrea Koch Benvenutp / Melisa Miranda Otarola  | 6 3    | 3 6  | 6 3 |  |

## Panama vs. Messico
| Panama 0 | Pabellón de Tenis, Santo Domingo, Repubblica Dominicana 24 aprile 2009 cemento | Pabellón de Tenis, Santo Domingo, Repubblica Dominicana 24 aprile 2009 cemento                           | Messico 3 |     |   |  |
| \| \| \| \| 1 \| 2 \| 3 \| \| \| - \| \| -------------------------------------------------------------------------------------------------------- \| --- \| --- \| - \| \| \| 1 \| \| Rosaline Zafir Chávez Tello Alejandra Granillo \| 0 6 \| 0 6 \| \| \| \| 2 \| \| Anabelle Michelle Espinosa de Hilton Ximena Hermoso \| 2 6 \| 2 6 \| \| \| \| 3 \| \| Rosaline Zafir Chávez Tello / Alma Michelle Espinosa Rodríguez Laura Alicia Aguilar / Alejandra Granillo \| 2 6 \| 1 6 \| \| \| |                                                                                | |           |     |   |  |
| |                                                                                | | 1         | 2   | 3 |  |
| 1 | Panama (bandiera) · Messico (bandiera)                                         | Rosaline Zafir Chávez Tello Alejandra Granillo                                                           | 0 6       | 0 6 |   |  |
| 2 | Panama (bandiera) · Messico (bandiera)                                         | Anabelle Michelle Espinosa de Hilton Ximena Hermoso                                                      | 2 6       | 2 6 |   |  |
| 3 | Panama (bandiera) · Messico (bandiera)                                         | Rosaline Zafir Chávez Tello / Alma Michelle Espinosa Rodríguez Laura Alicia Aguilar / Alejandra Granillo | 2 6       | 1 6 |   |  |

## Messico vs. Cile
| Messico 1 | Pabellón de Tenis, Santo Domingo, Repubblica Dominicana 25 aprile 2009 cemento | Pabellón de Tenis, Santo Domingo, Repubblica Dominicana 25 aprile 2009 cemento         | Cile 2 |     |     |  |
| \| \| \| \| 1 \| 2 \| 3 \| \| \| - \| \| -------------------------------------------------------------------------------------- \| ------ \| --- \| --- \| \| \| 1 \| \| Alejandra Granillo Andrea Koch Benvenuto \| 6 4 \| 2 6 \| 3 6 \| \| \| 2 \| \| Daniela Muñoz Gallegos Melisa Miranda Otarola \| 3 6 \| 3 6 \| \| \| \| 3 \| \| Ximena Hermoso / Daniela Munoz Gallegos Andrea Koch Benvenuto / Melisa Miranda Otarola \| 7 6(1) \| 6 2 \| \| \| |                                                                                |                                                                                        |        |     |     |  |
| |                                                                                |                                                                                        | 1      | 2   | 3   |  |
| 1 | Messico (bandiera) · Cile (bandiera)                                           | Alejandra Granillo Andrea Koch Benvenuto                                               | 6 4    | 2 6 | 3 6 |  |
| 2 | Messico (bandiera) · Cile (bandiera)                                           | Daniela Muñoz Gallegos Melisa Miranda Otarola                                          | 3 6    | 3 6 |     |  |
| 3 | Messico (bandiera) · Cile (bandiera)                                           | Ximena Hermoso / Daniela Munoz Gallegos Andrea Koch Benvenuto / Melisa Miranda Otarola | 7 6(1) | 6 2 |     |  |

## Perù vs. Panama
| Perù 3 | Pabellón de Tenis, Santo Domingo, Repubblica Dominicana 25 aprile 2009 cemento | Pabellón de Tenis, Santo Domingo, Repubblica Dominicana 25 aprile 2009 cemento                         | Panama 0 |     |   |  |
| \| \| \| \| 1 \| 2 \| 3 \| \| \| - \| \| ------------------------------------------------------------------------------------------------------ \| --- \| --- \| - \| \| \| 1 \| \| Bianca Botto Alma Michelle Espinosa Rodríguez \| 6 0 \| 6 0 \| \| \| \| 2 \| \| Ingrid Esperanza Vargas Calvo Anabelle Michelle Espinosa de Hilton \| 6 3 \| 7 5 \| \| \| \| 3 \| \| Bianca Botto / Claudia Razzeto Anabelle Michelle Espinosa de Hilton / Alma Michelle Espinosa Rodríguez \| 6 1 \| 6 3 \| \| \| |                                                                                | |          |     |   |  |
| |                                                                                | | 1        | 2   | 3 |  |
| 1 | Perù (bandiera) · Panama (bandiera)                                            | Bianca Botto Alma Michelle Espinosa Rodríguez                                                          | 6 0      | 6 0 |   |  |
| 2 | Perù (bandiera) · Panama (bandiera)                                            | Ingrid Esperanza Vargas Calvo Anabelle Michelle Espinosa de Hilton                                     | 6 3      | 7 5 |   |  |
| 3 | Perù (bandiera) · Panama (bandiera)                                            | Bianca Botto / Claudia Razzeto Anabelle Michelle Espinosa de Hilton / Alma Michelle Espinosa Rodríguez | 6 1      | 6 3 |   |  |